# Vũng Áng (phường)
Vũng Áng là một phường thuộc tỉnh Hà Tĩnh, Việt Nam. Phường được hình thành trên cơ sở sáp nhập các phường Kỳ Long, phường Kỳ Thịnh và toàn bộ diện tích tự nhiên của xã Kỳ Lợi của thị xã Kỳ Anh cũ trong đợt Sáp nhập tỉnh thành Việt Nam 2025.

## Địa lý
- Phía Đông giáp phường Hoành Sơn
- Phía Tây giáp phường Sông Trí
- Phía Nam giáp xã Phú Trạch (tỉnh Quảng Trị)
- Phía Bắc giáp phường Hải Ninh và biển Đông.[2]

## Hành chính và tên gọi
Phường Vũng Áng được thành lập theo Nghị quyết số 1665/NQ-UBTVQH15 của Ủy ban Thường vụ Quốc hội Việt Nam, ban hành ngày 16 tháng 6 năm 2025. Theo đó, sắp xếp toàn bộ diện tích tự nhiên, quy mô dân số của phường Kỳ Long, phường Kỳ Thịnh và toàn bộ diện tích tự nhiên của xã Kỳ Lợi của thị xã Kỳ Anh cũ thành phường mới có tên phường Vũng Áng.
Phường Vũng Áng có diện tích 82,9 km2, quy mô dân số 21.339 người. Địa điểm đặt trụ sở đơn vị hành chính mới ở ủy ban nhân dân phường Kỳ Thịnh cũ.